# کار ۳۸۳۷
سیارک ۳۸۳۷ (به انگلیسی: 3837 Carr، نامگذاری:1981JU2) سه هزار و هشتصد و سی و هفتمین سیارک کشف شده‌است که در ۶ مه ۱۹۸۱ کشف شد.
قدر مطلق سیارک برابر ۱۳٫۰۰ است.